# 椎葉繪麻
椎葉繪麻（日语：椎葉えま，1998年6月19日—），日本AV女優。所屬事務所是T-POWERS。

## 經歷
2019年6月以S1的專屬女優身分出道，藝名是「泉ゆり（いずみ ゆり）」。
2019年9月，所屬事務所移到T-POWERS並改名為「椎葉繪麻」。仍然是S1的專屬女優。
2020年脫離專屬成為企劃單體女優。

## 人物
興趣是看電影，擅長吊桿槓。
身高有175cm，學生時代是排球部。。

## 外部連結
- 椎葉繪麻的X（前Twitter）（2019年9月20日 - ）
- 椎葉繪麻的Instagram帳戶